# Dique Kokaral

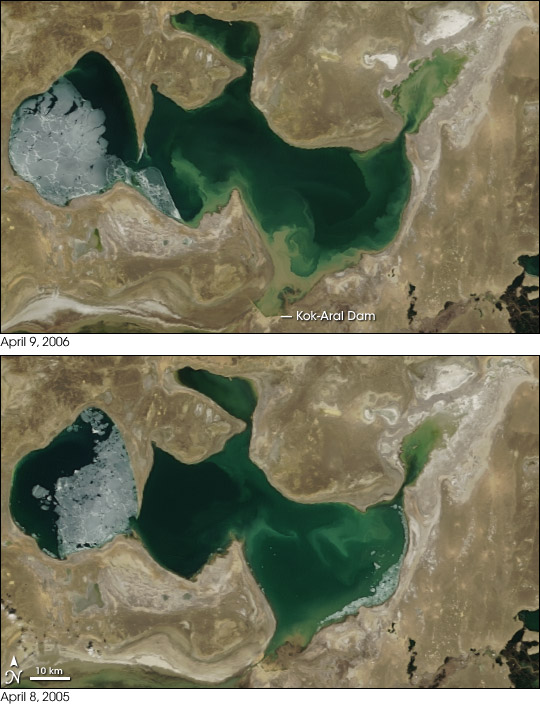
Comparação entre o mar de Aral antes (abaixo) e depois (acima) da construção do Dique Kokaral.

O dique Kokaral ou dique Kok-Aral,  localizado no Cazaquistão, perto do delta do rio Syr Daria, tem aproximadamente 13 quilômetros. A construção foi iniciada em 1993. O dique se rompeu em 1998 devido a força das águas, sendo reconstruído com sucesso em 2005.
O Kokaral foi criado para solucionar, ou amenizar, uma catástrofe ambiental que vem acontecendo desde a década de 1960 -  a extinção do mar de Aral.
Com a retração das águas, o mar de Aral praticamente se dividiu em duas partes, o Pequeno Mar de Aral no norte, e o Grande Mar de Aral no sul, ligados apenas por meandros estreitos levando água do norte para o sul. Desta maneira foi criado o Kokaral, cuja função é evitar a perda desta água para o sul e consequentemente aumentar o nível do Pequeno Mar de Aral.
Hoje, os resultados já são vistos pelos pescadores da região, como uma maior quantidade de peixes. A umidade também aumentou e uma parte da antiga fauna da região retornou.
uma pequena cidade do Cazaquistão chamada Aral'sk que já foi um importante porto pesqueiro do mar de Aral e antes estava 100 quilômetros de distância do lago, agora está a 25 quilômetros.